# Ophoniscus
Ophoniscus es un  género de coleópteros adéfagos de la familia Carabidae.

## Especies
Comprende las siguientes especies:
- Ophoniscus batesi Kataev, 2005
- Ophoniscus cribrifrons Bates, 1892
- Ophoniscus hypolithoides Bates, 1892
- Ophoniscus insulicola N. Ito, 1994
- Ophoniscus iridulus Bates, 1892
- Ophoniscus lopatini Kataev, 2005